# Maurizio Battistini
Maurizio Battistini (ur. 5 kwietnia 1957 w Rimini) – sanmaryński narciarz alpejski, uczestnik Zimowych Igrzysk Olimpijskich 1976 w Innsbrucku.

## Wyniki olimpijskie
| Igrzyska       | Konkurencja            | Czas | Wynik |
| -------------- | ---------------------- | ---- | ----- |
| Innsbruck 1976 | slalom gigant mężczyzn | DNF  | DNF   |
| Innsbruck 1976 | slalom mężczyzn        | DNF  | DNF   |